# Afroscleropogon bullingtoni
Afroscleropogon bullingtoni là một loài ruồi trong họ Asilidae. Afroscleropogon bullingtoni được Londt miêu tả năm 1999. Loài này phân bố ở vùng nhiệt đới châu Phi.